# CAC Mid 60
Il CAC Mid 60 è un indice azionario usato dalla Borsa di Parigi.
Il CAC Mid 60 rappresenta la 60 società quotate per capitalizzazione azionaria dopo quelle inserite nel CAC 40, nel CAC Next 20 e prima di quelle inserite nel CAC Small. L'indice CAC Mid 60 ha sostituito il CAC Mid 100 a partire dal 21 marzo 2011; il CAC Mid 100 rappresentava le 100 società quotate per capitalizzazione azionaria dopo quelle inserite nel CAC 40 e nel CAC Next 20.
Alcuni indici sono composti dall'accorpamento di altri indici:
- l'insieme di CAC 40, CAC Next 20 e CAC Mid 60 compone il SBF 120 (Société des Bourses Françaises 120 Index);
- l'insieme di CAC Mid 60 e CAC Small compone il CAC Mid & Small;
- l'insieme di CAC 40, CAC Next 20, CAC Mid 60 e CAC Small compone il CAC All-Tradable, che dal 2011 ha sostituito il SBF 250.

## Aziende
Le 60 aziende del CAC Mid 60 al 7 giugno 2018
1. ADP
2. ALD Automotive
3. Alten
4. Altran Techn.
5. Amundi
6. Aperam
7. Bic
8. bioMérieux
9. Bolloré
10. Casino Guichard
11. CNP Assurances
12. Covivio
13. Dassault Aviation
14. DBV Technologies
15. Elior Group
16. Elis
17. Eramet
18. Eurazeo
19. Eurofins Scientific
20. Euronext
21. Europcar
22. Eutelsat Communications
23. Fnac Darty Group
24. Genfit
25. Getlink SE (ex Eurotunnel)
26. GTT
27. Icade
28. Imerys
29. Ipsen
30. Ipsos
31. JCDecaux
32. Korian
33. Lagardère
34. Maisons du Monde
35. Mercialys
36. Métropole TV
37. Neopost
38. Nexans
39. Nexity
40. Orpea
41. Plastic Omnium
42. Rémy Cointreau
43. Rexel
44. Rubis
45. S.E.B.
46. Sartorius Stedim Biotech
47. SES
48. Soitec
49. Solocal Group
50. Sopra Steria Group
51. Spie
52. Tarkett
53. Technicolor
54. TF1
55. Trigano
56. Ubisoft Entertain
57. Vallourec
58. Vicat
59. Wendel
60. Worldline